# Suimenkul Ciokmorov
Suimenkul Ciokmorov (în rusă Суйменкул Чокмо́ров; n. 9 noiembrie 1939, Cion-Taș⁠(d), Voroșilovski raion⁠(d), Republica Sovietică Socialistă Kirghiză, URSS – d. 26 septembrie 1992, Bișkek, Kârgâzstan) a fost un actor de film sovietic de origine kirghiză. A fost distins cu titlul de Artist al Poporului din URSS în 1981, fiind poreclit „samuraiul roșu” de criticii de film care l-au comparat cu Toshirō Mifune pentru capacitatea sa de a dezvălui profunzimea personajului cu o mimică minimă.

## Biografie
Suimenkul Ciokmorov s-a născut la 9 noiembrie 1939 în satul Cion-Taș din raionul Alamudin al regiunii Ciui, care făcea parte atunci din Republica Sovietică Socialistă Kirghiză. A avut șapte frați și trei surori. A fost un copil bolnăvicios și a început să practice sportul pentru a se însănătoși. A jucat volei și a ajuns să facă parte din echipa RSS Kirghize și din echipa din Leningrad.
A devenit apoi pasionat de pictură. A învățat la Colegiul de Arte Frumoase din Frunze (azi Bișkek) (1953-1958), apoi a studiat pictura la Institutul de Pictură, Sculptură și Arhitectură „Ilia Repin” din Leningrad, pe care l-a absolvit în anul 1964. A predat pictura la Colegiul de Arte Frumoase din Frunze în perioada 1964-1967, apoi, în 1967, a devenit actor la studioul cinematografic Kirghizfilm, debutând cu rolul principal din filmul Împușcături în pasul Karash (1968) al lui Bolotbek Ceamciev, inspirat din cartea Incidentul din Kara-Karash a lui Muhtar Auezov. În anii 1970-1980 a fost unul dintre cei mai recunoscuți actori central-asiatici din filmele sovietice cu teme istorice și revoluționare și a jucat, de asemenea, în adaptările cinematografice ale operelor scriitorului kârgâz Cinghiz Aitmatov (Geamilia, Mărul roșu). Aceste filme au constituit așa-numitul „miracol cinematografic kârgâz” prin prezentarea poetică a impactului modernizării și sovietizării mediului rural din Kârgâzstan și noile relații sociale.
A devenit membru al Partidului Comunist al Uniunii Sovietice (PCUS) în 1975 și a fost ales deputat în Sovietul Suprem al RSS Kirghize în a X-a și a XI-a legislatură. A fost distins cu Premiul de Stat al Republicii Socialiste Sovietice Kirghize în 1980 și cu titlul de Artist al Poporului din URSS în 1981.
În anul 1977 a făcut parte din jurul celei de-a 10 ediții a Festivalului Internațional de Film de la Moscova. Operele sale de artă sunt expuse acum în principalele muzee din Kârgâzstan.
Suimenkul Ciokmorov a murit pe 26 septembrie 1992, după o lungă boală, și a fost înmormântat în cimitirul Ala Archa din Bișkek.

## Filmografie parțială

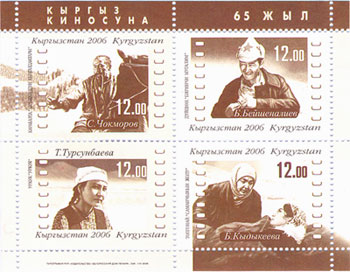
Timbre poștale din Kârgâstan, emise în 2006. Ciokmorov este reprezentat pe timbrul din stânga sus.

- 1968 — Împușcături în pasul Karash — Bahtîgul
- 1968 — Geamilia — Daniar
- 1970 — Crezvîchainîi komissar („Trimis extraordinar”) — Nizametdin Hodjaev
- 1971 — Poklonis ognio — Utur
- 1971 — Alîe maki Issîk-Kulia — Karabalta
- 1972 — Ia - Tian-Șan — Baitemir
- 1973 — Al șaptelea cartuș — Maksumov
- 1973 — Liutîi („Neînblânzitul”) — Ahangul
- 1975 — Vânătorul din taiga — Chan Bao[5]
- 1975 — Krasnoe iabloko („Mărul roșu”) — pictorul Temir
- 1976 — Jizn i smert Ferdinanda Liusa — Lao
- 1976 — Zenița oka — tatăl
- 1977 — Ulan — Azat Bairamov
- 1978 — Kanîbek — Djoloi
- 1979 — Rannie juravli — Bekbai Bekbaev
- 1981 — Mujcinî bez jenșcin — Kasîm
- 1983 — Groapa lupului — colonelul Turabaev
- 1984 — Voskresnîe progulki
- 1984 — Primul
- 1985 — Volnî umiraiut na beregu

## Distincții

### Premii

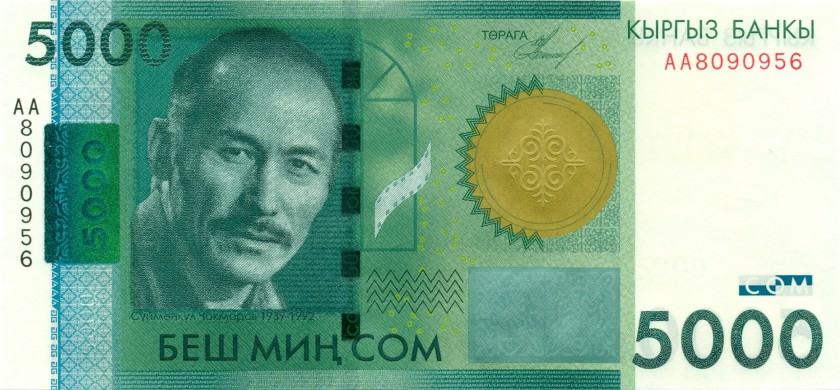
Bancnotă de 5000 de somi kîrgîzi, emisă în 2009, cu portretul lui Ciokmorov

- Diplomă pentru cel mai bun rol masculin pentru filmul Alîe maki Issîk-Kulia la ediția a VIII-a a Concursului cineaștilor din republicile din Asia Centrală și Kazahstan, organizată în 1969 la Alma-Ata
- Premiul pentru cel mai bun actor pentru filmul Alîe maki Issîk-Kulia la Festivalul Unional de Film, organizat în 1972 la Tbilisi
- Premiul Comsomolului Leninist (1972) - pentru reprezentarea artistică cu talent a oamenilor sovietici, pentru realizarea de filme care îi educau pe tineri în spiritul civismului, curajului și dragostei pentru Patria Mamă
- Premiul pentru cel mai bun actor pentru filmul Liutîi la Festivalul Unional de Film, organizat în 1974 la Baku
- Premiul pentru cel mai bun actor pentru filmul Ulan la Festivalul Unional de Film, organizat în 1978 la Erevan
- Premiul de stat „Toktogul Satîlganov” al RSS Kirghize (1980) - pentru interpretarea rolului Azat Bairamov în filmul Ulan (1977)
- Premiu și diplomă pentru cel mai bun rol masculin pentru filmul Mujcinî bez jenșcin la Festivalul Unional de Film, organizat în 1982 la Tallinn
- Premiul internațional al clubului Cinghiz Aitmatov în domeniul literaturii, artei și culturii (1991) - pentru contribuția imensă la dezvoltarea artelor frumoase și cinematografiei kârgâze și pentru interpretarea la un nivel foarte înalt a rolurilor din filmele inspirate din opera lui Cinghiz Aitmatov

### Titluri și decorații
- Diploma Prezidiului Sovietului Suprem al URSS (1969) - pentru activitatea remarcabilă în domeniul cinematografiei kârgâze
- Artist emerit al RSS Kirghize (1973)[6]
- Artist al poporului din RSS Kirghiză în domeniul artelor spectacolului (1975)[7]
- Ordinul Insigna de Onoare (1981)
- Artist al Poporului din URSS (1981)
- Medalia VDNH a RSS Kirghize (1985)
- Artist al poporului din RSS Kirghiză în domeniul artelor vizuale (1990)